# La Mala Rodríguez
María Rodríguez Garrido (La Mala, La Mala María, o Mala Rodríguez; Jerez de la Frontera, 13 febbraio 1979) è una rapper spagnola.

## Biografia
Quando aveva 4 anni si è trasferita a Siviglia e all'età di 19 anni è andata a vivere a Madrid. Usa le sue canzoni rap con influenza del flamenco per parlare di femminismo e dei problemi della società.

## Discografia
- A jierro/Tomalatraca - Maxi (Zona Bruta, 1999)
- Yo marco el minuto/Tambalea - Maxi (Yo Gano, 2000)
- Lujo ibérico - LP (Yo Gano/Superego-Universal, 2000)
- Alevosía - LP (Universal, 2003)
- Por la noche - singolo (Universal - 2006)
- Malamarismo - LP (2007)
- Dirty Bailarina (Universal, 18 maggio 2010)

### Colonne sonore
- Lucía y el sexo (film)
- Yo puta (film)
- Y tu mamá también - Anche tua madre (film)
- EA Sports FIFA 2005 (videogame)
- Scarface (videogame)

### Collaborazioni
- La Gota que Colma, No hay rebaja (con Nach) (Mordiendo el micro, 1998)
- SFDK, Una de piratas (con Kultama) (Siempre fuertes, 1999)
- El Imperio, Siempre en vuelo (con Arianna Puello) (Monopolio, 1999)
- La Alta Escuela, Espectáculo en la cancha (con SFDK, El Tralla e La Gota que Colma) (En pie de vuelo, 1999)
- Jota Mayúscula, Tirititi tirititero (Hombre negro soltero busca…, 2000)
- Ygryega, XXL (2000)
- Poison, Poeta de barrio (Ak-rap-erro, 2001)
- Dnoe, Hoy me quiero divertir (Qué piensan las mujeres 1: Personal, 2002)
- La Super K, Comando G (Agüita, 2002)
- Artisti vari, Laboratorio Hip Hop CD (2003)
- Artisti vari, Flow Latino (Habana-Madrid) (2003)
- Jota Mayúscula, Una vida Xtra (2004)
- R de Rumba, Fabricante (2004)
- Full Nelson, Confía en mí (2005)
- Artisti vari, Bien sobre mal vol.3 (2005)
- Akon, Locked Up (riedizione) (2005)
- Vico C, Vámonos po' encima (2005)
- Kultama, Nacional e importación (2006)
- Antonio Carmona, Ay! de mi (Vengo venenoso, 2006)
- Nach Scratch, Colavoraciones, insieme a La Gota que Colma (2006)
- Griffi, Los Impresentables (2006)
- Calle 13, Mala suerte con el 13 (2007)
- Chacho Brodas, M. Caliente (Los impresentables, 2007)
- Bajofondo, El andén (Mar dulce, 2007)
- Julieta Venegas, Tiempo pa' pensa", (Malamarismo, 2007)
- Julieta Venegas, Eres para mí, versione per MTV Unplugged (2008)
- Vicentico y Kumbia All Starz, Vuelve (2008)
- Jota Mayúscula, Juega con el monstruo
- Jota Mayúscula, Como un títere
- Mentenguerra, Por la noche
- Nelly Furtado, Bajo otra luz (con Julieta Venegas) (Mi plan, 2009)
- 25 por Haiti, Ay Haiti (2010)
- Diego Torres, Mirar atrás (Distinto, 2010)
- Sebastián Yepes, De lo oscuro a lo puro (2010)
- Capaz, El tiro ese que nos damos (Último cigarro, 2010)